# Finsterauer Filz

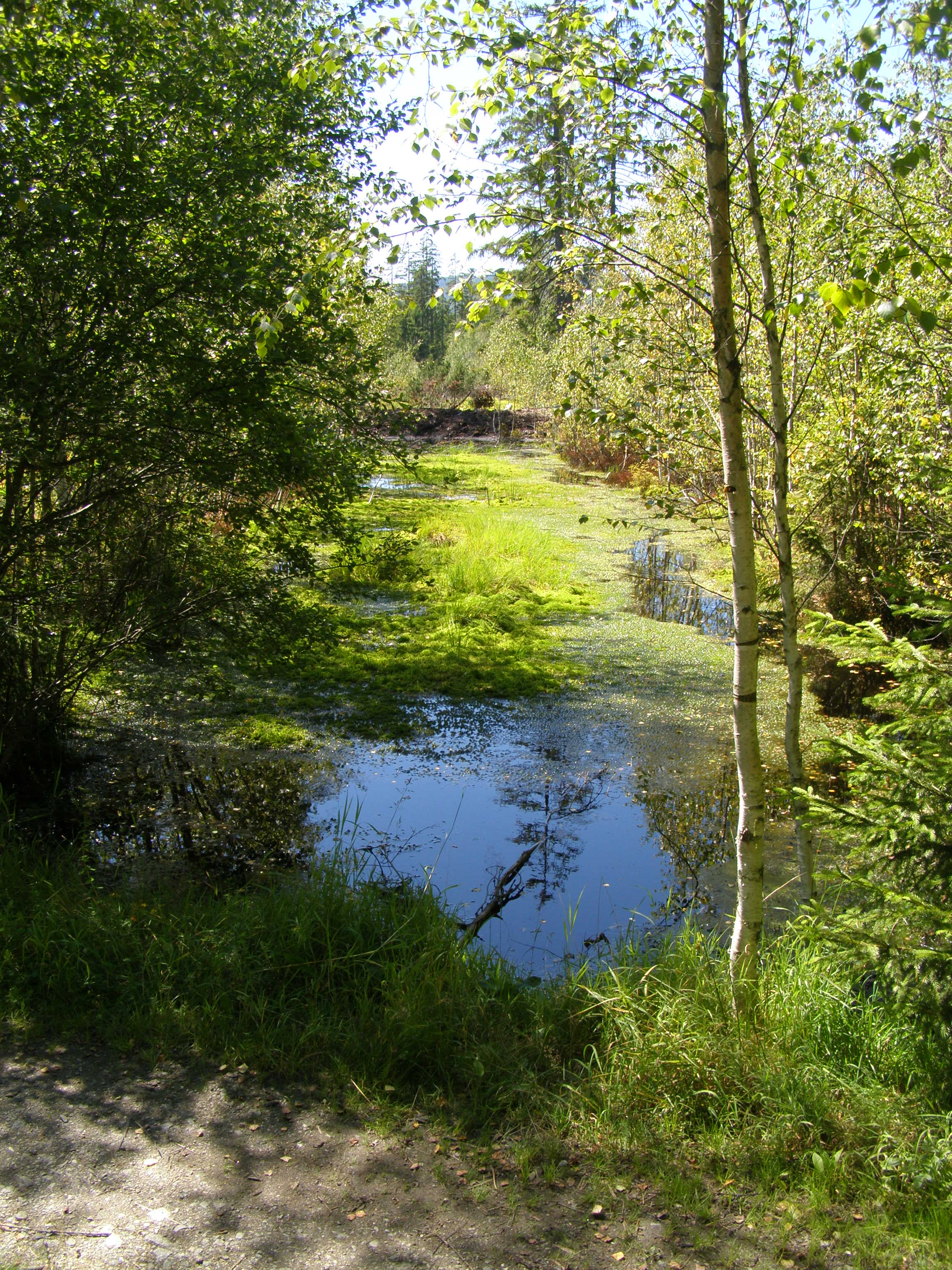
Finsterauer Filz

Finsterauer Filz je rašeliniště, které se rozkládá na ploše 4,2 hektary v nadmořské výšce 1055 metrů. V nejhlubším místě dosahuje 3 metry. Kdysi se zde těžila rašelina, dnes je tato oblast přírodní rezervací. Rašeliniště má přibližně tvar nepravidelného pětiúhelníku. Nejdelší "úhlopříčný" rozměr kolísá od hodnoty 520 metrů do 820 metrů (podle toho, co je ještě považováno za slať a co už je pevná zem na jejím okraji). Obvod pak měří asi 1300 metrů. U rašeliniště se nachází německy psaná turistická informační tabule pojednávající především o těžbě rašeliny.

## Geografické začlenění

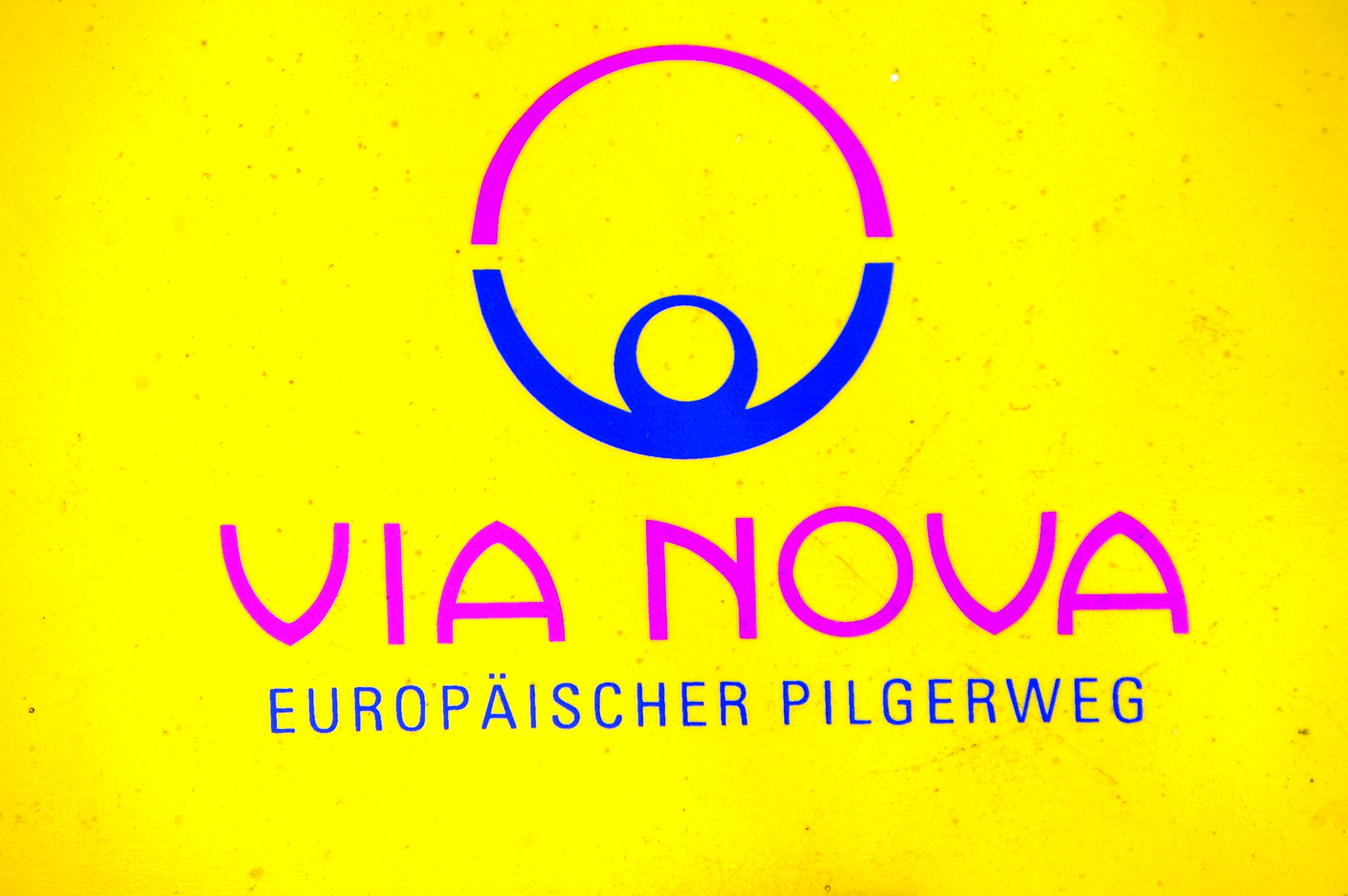
Logo evropské poutnické cesty Via Nova

Geograficky spadá rašeliniště Finsterauer Filz již do Německa. Nachází se v okrese Freyung-Grafenau vzdušnou čarou asi 2 kilometry jihozápadně od česko-německého hraničního přechodu Bučina – Finsterau a asi 2 kilometry vzdušnou čarou severně od Finsterau – místní částí německé obce Mauth v Národním parku Bavorský les. Na západní straně je rašeliniště ohraničeno silnicí spojující hraniční přechod Bučinu s Finsterau (vede tudy cyklostezka "NpR, Nationalpark-radweg"). Středem rašeliniště (zhruba severo-jižním směrem) prochází z Německa se táhnoucí mezinárodní poutnická cesta Via Nova (Wanderroute Via Nova – Evropská poutní cesta). (Jedná se o úsek (Mauth/Finsterau – Bučina).

Finsterauer Filz - vřesoviště
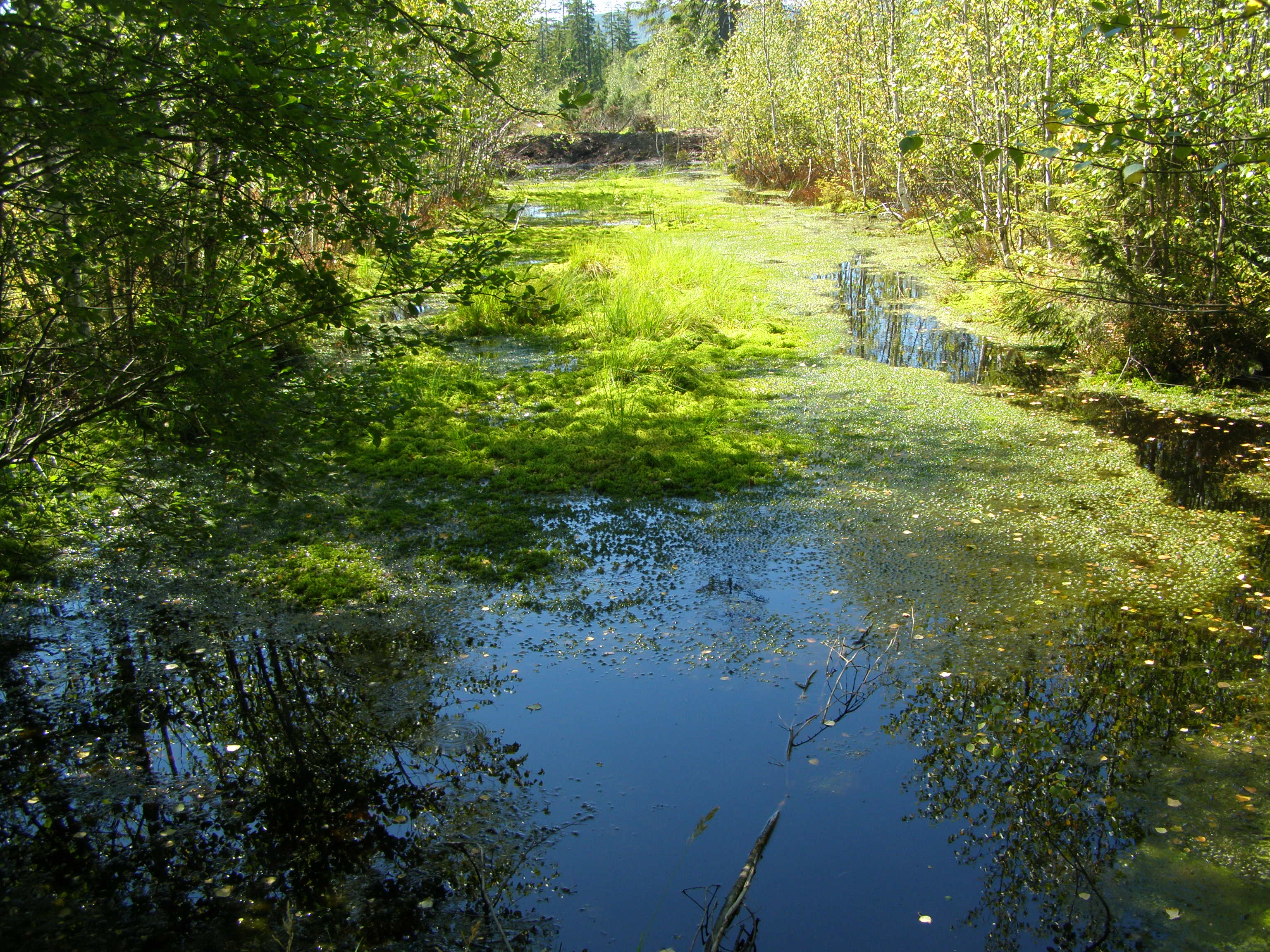
Celkový pohled
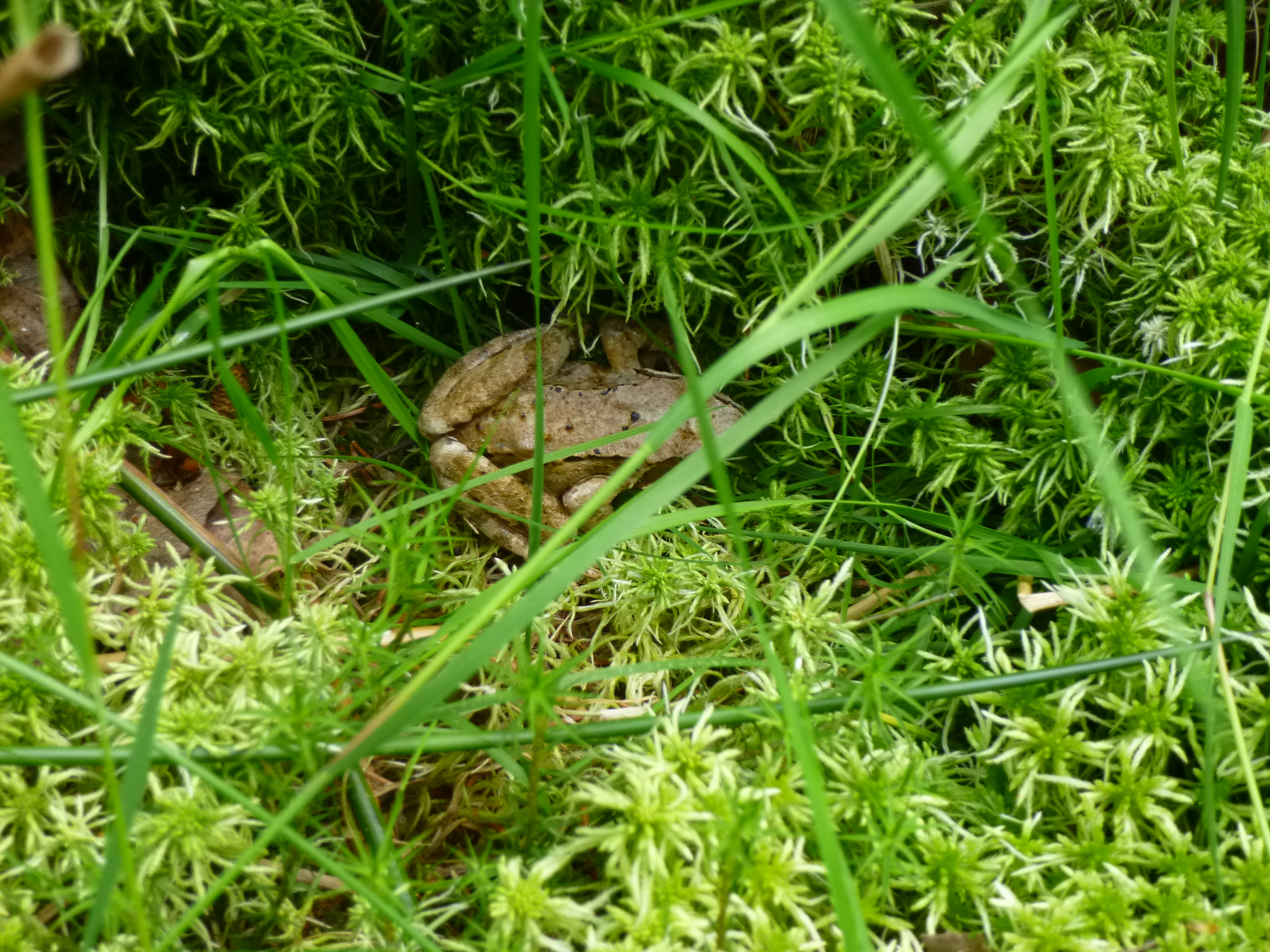
Žába zde žijící